# اس‌ام یو-۱۱۸
اس‌ام یو-۱۱۸ (به انگلیسی: SM U-118) یک زیردریایی بود که طول آن ۸۱٫۵ متر (۲۶۷ فوت) بود. این زیردریایی در سال ۱۹۱۸ ساخته شد.